# Талиб ибн Ахмад
Талиб ибн Ахмад — правитель Волжской Булгарии, или Сувара в X веке
О Талиб ибн Ахмаде известно из обнаруженного нумизматического материала с его именем, отчеканенного в Суваре. В каталоге Т. В. Равдиной дирхемы Талиба отнесены к 949/950/или 952/953 годам. Последней датировки придерживались и Г. А. Федоров-Давыдов, а также авторы статьи «Классификация и интерпретация граффити на восточных монетах (коллекция Эрмитажа)».
По мнению авторов «Истории татар с древнейших времен в семи томах», в 930-940 годах после смерти Микаила ибн Джафара Волжская Булгария могла разделиться на отдельные княжества в Булгаре и Суваре и Талиб был эмиром последнего. 
Как отметили, в частности, В. С. Кулешов, Д. Г. Мухаметшин и Гомзин А. А., Талиб ибн Ахмад являлся сыном Ахмада ибн Джаффара, а его братом был Мумин ибн Ахмад. Согласно «Истории татар с древнейших времен в семи томах» также братом Талиба являлся Наср ибн Ахмад. 